# Hénin-sur-Cojeul
Hénin-sur-Cojeul é uma comuna francesa na região administrativa de Altos da França, no departamento de Pas-de-Calais. Estende-se por uma área de 6,81 km². Em 2010 a comuna tinha 530 habitantes (densidade: 77,8 hab./km²).